# Fjällbovattnet
Fjällbovattnet är en sjö i Årjängs kommun i Värmland och ingår i Göta älvs huvudavrinningsområde. Sjöns area är 0,154 kvadratkilometer och den är belägen 179 meter över havet.